# De fire elementer
 Der er for få eller ingen kildehenvisninger i denne artikel, hvilket er et problem. Du kan hjælpe ved at angive troværdige kilder til de påstande, som fremføres i artiklen.

De fire elementer (element er engelsk og betyder på dansk grundstof) er jord, ild, vand og luft.
Teorien om de fire klassiske elementer kan spores tilbage til den græske filosof Empedokles, omend deres oprindelse sandsynligvis er mytologisk. Empedokles' teori er dannet som et svar til Parmenides, der mente, at alt var dannet af et uomskiftende ene. Ud over de fire elementer var der også fire kræfter, nemlig kærlighed (den samlende kraft) og had, (den splittende kraft) sorg (den klæbende kraft) og glæde (den styrkende kraft) Empedokles forestillede sig de to kræfter som henholdsvis attraktiv og frastødende.
Når der eksisterer fire elementer, kan de udgøre de ting, man kan se, og når de ting, man kan se, opløses, bliver deres elementer til andre stoffer. Teorien blev adopteret af både Platon og Aristoteles, der begge modificerede den. Platon afbillede elementerne ved hjælp af geometriske legemer nemlig de platoniske legemer, og for Aristoteles indgik de i hans fysik. Helt op til 1700-tallet var det forbudt at modsige læren om de fire elementer.[kilde mangler]
De fire elementers alkymistiske symboler er ild (), jord (), luft () og vand ().